# Давенпорт (Флорида)
Давенпорт (англ. Davenport) — місто (англ. city) в США, в окрузі Полк штату Флорида. Населення — 9043 особи (2020).

## Географія
Давенпорт розташований за координатами 28°9′40″ пн. ш. 81°36′39″ зх. д. / 28.16111° пн. ш. 81.61083° зх. д. (28.161193, -81.610839).  За даними Бюро перепису населення США в 2010 році місто мало площу 8,66 км², з яких 8,34 км² — суходіл та 0,32 км² — водойми.

### Клімат
| Клімат : Давенпорт      | Клімат : Давенпорт | Клімат : Давенпорт | Клімат : Давенпорт | Клімат : Давенпорт | Клімат : Давенпорт | Клімат : Давенпорт | Клімат : Давенпорт | Клімат : Давенпорт | Клімат : Давенпорт | Клімат : Давенпорт | Клімат : Давенпорт | Клімат : Давенпорт | Клімат : Давенпорт |
| Показник                | Січ.               | Лют.               | Бер.               | Квіт.              | Трав.              | Черв.              | Лип.               | Серп.              | Вер.               | Жовт.              | Лист.              | Груд.              | Рік                |
| Абсолютний максимум, °C | 31,1               | 35,6               | 35,0               | 35,6               | 38,3               | 40,0               | 39,4               | 38,3               | 37,2               | 35,6               | 32,2               | 31,7               | 40,0               |
| Середній максимум, °C   | 22,2               | 23,3               | 26,1               | 28,9               | 31,7               | 33,3               | 33,9               | 33,9               | 32,8               | 30,0               | 26,7               | 23,3               | 28,9               |
| Середній мінімум, °C    | 8,3                | 9,4                | 12,2               | 14,4               | 17,8               | 21,1               | 22,2               | 22,2               | 21,1               | 17,2               | 13,3               | 10,0               | 15,6               |
| Абсолютний мінімум, °C  | −7,2               | −6,1               | −4,4               | −0,6               | 6,7                | 10,0               | 15,6               | 15,0               | 12,2               | 3,3                | −3,9               | −8,9               | −8,9               |
| Норма опадів, мм        | 64                 | 73                 | 87                 | 51                 | 105                | 175                | 181                | 189                | 166                | 75                 | 58                 | 58                 | 1280               |
| ----------------------- | ------------------ | ------------------ | ------------------ | ------------------ | ------------------ | ------------------ | ------------------ | ------------------ | ------------------ | ------------------ | ------------------ | ------------------ | ------------------ |
| Джерело:                |                    |                    |                    |                    |                    |                    |                    |                    |                    |                    |                    |                    |                    |

## Демографія
Згідно з переписом 2010 року, у місті мешкало 2888 осіб у 1047 домогосподарствах у складі 755 родин. Густота населення становила 333 особи/км².  Було 1535 помешкань (177/км²).
Расовий склад населення:
| - 73,0 % — білих - 10,8 % — чорних або афроамериканців - 1,0 % — азіатів - 0,5 % — корінних американців - 0,2 % — вихідців з тихоокеанських островів - 11,6 % — осіб інших рас |

До двох чи більше рас належало 2,8 %. Частка іспаномовних становила 28,8 % від усіх жителів.
За віковим діапазоном населення розподілялося таким чином: 22,8 % — особи молодші 18 років, 53,7 % — особи у віці 18—64 років, 23,5 % — особи у віці 65 років та старші. Медіана віку мешканця становила 41,7 року. На 100 осіб жіночої статі у місті припадало 89,5 чоловіків;  на 100 жінок у віці від 18 років та старших — 87,5 чоловіків також старших 18 років.
Середній дохід на одне домашнє господарство  становив 51 836 доларів США (медіана — 36 832), а середній дохід на одну сім'ю — 58 502 долари (медіана — 43 984). Медіана доходів становила 33 143 долари для чоловіків та 37 500 доларів для жінок. За межею бідності перебувало 22,6 % осіб, у тому числі 45,1 % дітей у віці до 18 років та 6,9 % осіб у віці 65 років та старших.
Цивільне працевлаштоване населення становило 1300 осіб. Основні галузі зайнятості: мистецтво, розваги та відпочинок — 31,5 %, освіта, охорона здоров'я та соціальна допомога — 22,8 %, роздрібна торгівля — 16,6 %.